# Артемьев, Пётр Михайлович
Пётр Миха́йлович Арте́мьев (1914—1976) — советский военачальник, генерал-майор танковых войск. Начальник штаба 8-й танковой армии и 1-й гвардейской танковой армии, участник Хасанских боёв и Великой Отечественной войны.

## Биография
Родился 2 сентября 1914 года в селе Купавна, Московской губернии.
С 1934 года призван в ряды РККА и до 1935 года служил в составе 13-й механизированной бригады, рядовой-красноармеец. С 1935 по 1938 год обучался в Саратовском Краснознамённом бронетанковом училище. С 1938 по 1940 год служил в составе 42-й лёгкотанковой бригады в должности командира взвода и помощника начальника батальона 131-го отдельного танкового батальона, в составе батальона участвовал в Хасанских боях. С 1940 по 1941 год — начальник отделения штаба 42-й лёгкотанковой бригады. С апреля по май 1941 года служил в составе 239-й моторизованной дивизии в должности старшего адъютанта 667-го автотранспортного батальона.
С мая по август 1941 года служил в составе 82-й моторизованной дивизии в должности помощника начальника отделения штаба 123-го танкового полка, участник Великой Отечественной войны с первых дней войны. С августа 1941 по май 1942 года служил на Западном фронте в должностях: помощник начальника и с мая по июль 1942 года — начальник оперативного отделения штаба Автобронетанкового управления 16-й армии, в составе армии был участником Смоленской стратегической оборонительной операции и Московской битвы.
С июля по октябрь 1942 года — помощник начальника штаба Автобронетанкового управления по оперативной работе 16-й армии. С 1942 по 1943 год обучался в КУКС при Военной академии бронетанковых войск РККА имени И. В. Сталина. С января по март 1943 года — заместитель начальника оперативного отдела штаба 3-й гвардейской танковой армии. С марта 1943 по март 1944 года — начальник оперативного отдела штаба 12-го гвардейского танкового корпуса. С марта по сентябрь 1944 года — помощник начальника оперативного отдела штаба Бронетанковых и механизированных войск РККА.
С 1944 по 1947 год обучался в Военной академии бронетанковых войск РККА имени И. В. Сталина. С 1947 по 1948 год — старший офицер отдела боевой подготовки штаба Бронетанкового и механизированного управления Центрального группы войск. С 1948 по 1950 год — старший офицер оперативного отдела Штаба Бронетанковых и механизированных войск МО СССР. С 1950 по 1952 год обучался в Высшей военной академии имени К. Е. Ворошилова.
С 1952 по 1954 год — начальник оперативного отдела штаба 4-й гвардейской механизированной армии. С 1954 по 1957 год — командир 7-й гвардейской механизированной дивизии. С 1957 по 1959 год — командир 11-й гвардейской мотострелковой дивизии в составе ГСВГ. С 1959 по 1964 год — начальник штаба 8-й танковой армии. С 1964 по 1967 год — начальник штаба 1-й гвардейской танковой армии. С 1967 по 1972 год — начальник командного факультета Военной ордена Ленина, Краснознамённой академии бронетанковых войск имени Маршала Советского Союза Р. Я. Малиновского.
Уволен в запас в 1972 году.
Скончался 29 декабря 1976 года в Москве, похоронен на Кунцевском кладбище.

## Награды
- три ордена Красного Знамени (25.08.1943, 19.11.1943, 30.12.1956)
- Орден Отечественной войны I степени (09.10.1943)
- два ордена Красной Звезды (28.03.1943, 15.11.1950)
- Медаль «За отвагу» (13.09.1942)
- Медаль «За боевые заслуги» (30.04.1945)
- Медаль «За оборону Москвы» (01.05.1945)
- Медаль «За победу над Германией в Великой Отечественной войне 1941—1945 гг.» (09.05.1945)
- Медаль «30 лет Советской Армии и Флота» (1948)
- Медаль «40 лет Вооружённых Сил СССР» (1957)[8][9][1]